# ليوناردو موروسيني
ليوناردو موروسيني (بالإيطالية: Leonardo Morosini)‏ (13 أكتوبر 1995 في إيطاليا - ) هو لاعب كرة قدم إيطالي في مركز الوسط. شارك مع منتخب إيطاليا تحت 20 سنة لكرة القدم ومنتخب إيطاليا لكرة القدم للدرجة الثانية ‏. أما مع النوادي، فقد لعب مع نادي بريشيا.

## روابط خارجية
- ليوناردو موروسيني على موقع قاعدة بيانات كرة القدم.إي يو (الإنجليزية)
- ليوناردو موروسيني على موقع Soccerway.com (الإنجليزية)